# Вестенанова
Вестенано̀ва (на италиански: Vestenanova; на венециански: Vèstena, Вестена) е малко градче и община в Северна Италия, провинция Верона, регион Венето. Разположено е на 510 m надморска височина. Населението на общината е 2608 души (към 2015 г.).